# Éther 15-couronne-5
L'éther 15-couronne-5 est composé organique de formule chimique (C2H4O)5. Il s'agit d'un pentamère cyclique susceptible de former des complexes avec divers cations tels que le sodium et le potassium, avec néanmoins une sélectivité supérieure pour les cations de sodium.
Plus étroit que l'éther 18-couronne-6, il s'ajuste parfaitement aux cations de métaux de transition de la 4e période du tableau périodique des éléments. C'est également cas de certains sels métalliques tels que Co(ClO4)2, Ni(ClO4)2, Cu(ClO4)2 et Zn(ClO4)2. Les espèces hepta-coordonnées sont les plus fréquemment rencontrées, avec l'éther couronne occupant le plan équatorial de l'ion avec deux ligands axiaux.
Le 15-couronne-5 a également été utilisé pour isoler certains ions oxonium particuliers, tel que l'ion [H7O3]+ isolé d'une solution d'acide chloraurique sous forme de sel [(H7O3)(15-C-5)2][AuCl4]. L'analyse par diffraction de neutrons ont révélé une structure sandwich comprenant une chaîne de molécules d'eau avec une liaison O–H particulièrement longue, de 112 pm, mais une liaison hydrogène OH•••O remarquablement courte, de 134 pm

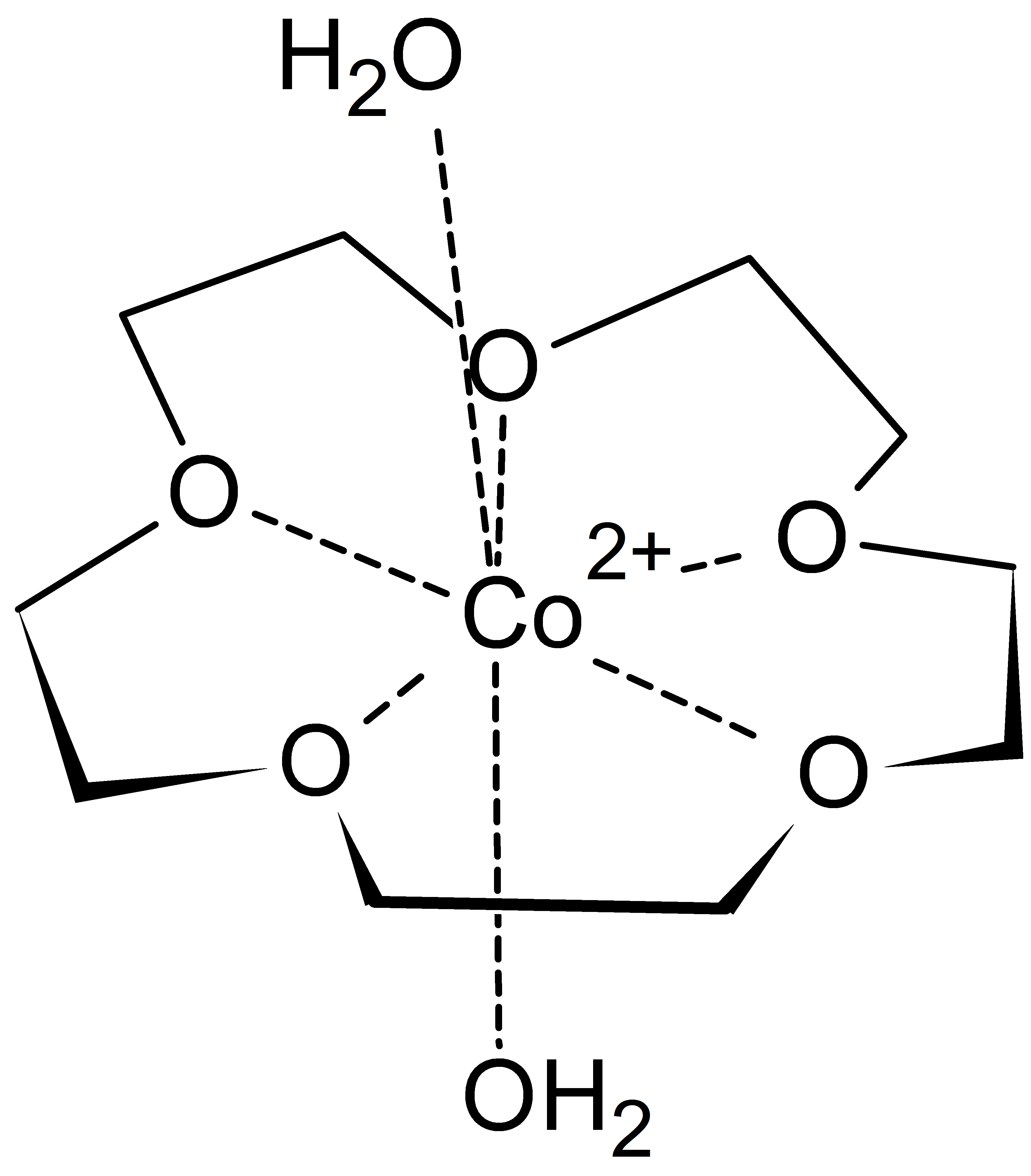
Complexe de cobalt(II) avec le 15-couronne-5
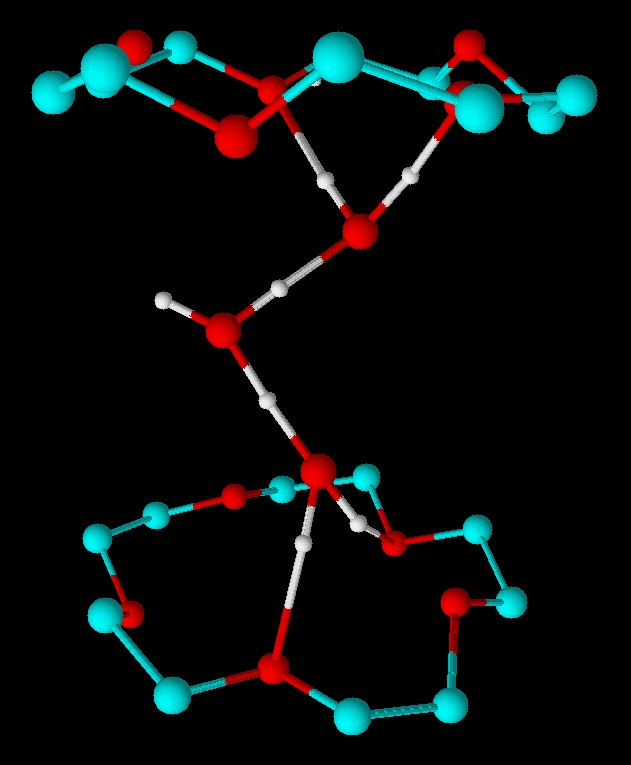
Ion [(H7O3)(15-couronne-5)2]+